# Biological Abstracts
Biological Abstracts — міжнародна база даних і реферативний журнал (Biological Abstracts/RRM), що публікує реферати наукових статей з біології. Засновано в 1926 р.

## Історія
Журнал засновано в 1926 р. Видається у США видавництвом Thomson Reuters спільно з BIOSIS (організація, розробляюча бази даних, що включають усю бібліографію біологічної і біомедичної тематики). Охоплює своїми науковими оглядами і рефератами близько 10 тис. академічних журналів світової літератури, що рецензуються, по усіх розділах теоретичної і прикладної біології. Виходить 36 разів на рік з двома піврічними детальними індексами.
У журналі Biological Abstracts/RRM (Reports, Reviews and Meetings) окрім рефератів статей (як у базі даних) публікуються повідомлення про конференції та симпозіуми, літературні огляди книг, інформація щодо патентів США та про нове програмне забезпечення.
Онлайнова версія журналу і бази даних відома під назвою Biosis Previews. Хронологічне охоплення — з 1969 року.
Тематичне охоплення: анатомія, зоологія, біохімія, біологія, біотехнологія, ботаніка, кардіологія, цитологія, екологія, лісове господарство, генетика, садівництво, імунологія, лабораторна справа, мікробіологія, ветеринарія, медицина, фармакологія та ін.
Щорічно до бази даних додається близько 250 тис. нових записів зі світової біологічної періодики зі 100 країн. З 1926 р. накопичено понад 11 млн рефератів.

## ISSN
- ISSN 0006-3169